# Boloria dolomitensis
Boloria dolomitensis är en fjärilsart som beskrevs av Crosson du Cormier och Félix Édouard Guérin-Méneville 1964. Boloria dolomitensis ingår i släktet Boloria och familjen praktfjärilar. Inga underarter finns listade i Catalogue of Life.